# USS Henshaw (DD-278)
USS Henshaw (DD-278) là một tàu khu trục lớp Clemson được Hải quân Hoa Kỳ chế tạo vào cuối Chiến tranh Thế giới thứ nhất. Nó là chiếc tàu chiến duy nhất của Hải quân Hoa Kỳ được đặt theo tên Bộ trưởng Hải quân David Henshaw (1791-1852). Henshaw ngừng hoạt động và bị tháo dỡ năm 1930 nhằm tuân thủ quy định hạn chế vũ trang của Hiệp ước Hải quân London.

## Thiết kế và chế tạo
Henshaw được đặt lườn tại xưởng tàu Squantum Victory Yard của hãng Bethlehem Shipbuilding Corporation ở Squantum, Massachusetts. Nó được hạ thủy vào ngày 28 tháng 6 năm 1919, được đỡ đầu bởi cô Ethel H. Dempsey; và được đưa ra hoạt động tại Boston, Massachusetts vào ngày 10 tháng 12 năm 1919 dưới quyền chỉ huy của Hạm trưởng, Thiếu tá Hải quân Martin J. Peterson.

## Lịch sử hoạt động
Henshaw đi đến Newport, Rhode Island để tiếp nhận đạn dược và ngư lôi, và khởi hành từ đây để đi sang vùng biển Caribe, đi đến vịnh Guantánamo, Cuba vào ngày 9 tháng 2 năm 1920. Từ ngày 24 tháng 2 đến ngày 4 tháng 3, nó nằm trong thành phần lực lượng hải quân canh phòng ngoài khơi Port Cortes, Honduras để bảo vệ tính mạng và tài sản của công dân Hoa Kỳ trong trường hợp xảy ra cuộc cách mạng tại Guatemala. Sau khi tình hình được cải thiện, nó lên đường đi sang vùng bờ Tây, gia nhập Hải đội Khu trục trực thuộc Hạm đội Thái Bình Dương tại San Diego, California vào ngày 1 tháng 4, Nhiệm vụ đầu tiên của nó tại khu vực này là hộ tống cho Thân vương xứ Wales, sau này là Vua Edward VIII, trên chiếc tàu chiến-tuần dương Renown viếng thăm San Diego trong các ngày 7 và 8 tháng 4.
Sau khi thực hành cùng hạm đội ngoài khơi bờ biển California, Henshaw khởi hành đi Seattle, Washington, nơi vào ngày 10 tháng 7, nó tham gia chuyến đi của Bộ trưởng Hải quân Josephus Daniels, Bộ trưởng Nội vụ John B. Payne và Đô đốc Hugh Rodman, Tư lệnh Hạm đội Thái Bình Dương, đến Alaska. Nhằm mục đích thị sát các mỏ than đá và dầu hỏa của Alaska đồng thời khảo sát địa điểm tiềm năng neo đậu hạm đội, chuyến đi đã ghé qua 9 cảng tại khu vực bao gồm Sitka, Duncan Day và Juneau, và kéo dài trong gần một tháng trước khi Henshaw quay trở về San Diego vào ngày 17 tháng 8. Trong chuyến đi, nó đã được giới chức thẩm quyền tham quan, và đã đưa Thống đốc lãnh thổ Alaska Thomas Briggs cùng cộng sự của ông đi từ Sitka đến Juneau. Các hoạt động huấn luyện và thực tập chiến trận dọc theo bờ biển California được tiếp nối, thỉnh thoảng xen kẻ với những chuyến đi với hành khách đến Puget Sound cho đến ngày 15 tháng 6 năm 1922, khi Henshaw được cho xuất biên chế tại San Diego.
Được cho nhập biên chế trở lại vào ngày 27 tháng 9 năm 1923 dưới quyền chỉ huy của Hạm trưởng, Thiếu tá Hải quân E. G. Herzinger, Henshaw lại phục vụ cùng Hải đội Khu trục Hạm đội Thái Bình Dương. Lịch trình hoạt động trong năm 1924 tiêu biểu cho hoạt động của trong suốt sáu năm tiếp theo của quãng đời hoạt động còn lại. Nó khởi hành từ San Diego vào ngày 2 tháng 1, băng qua kênh đào Panama để tham gia các cuộc cơ động chiến thuật của các hạm đội phối hợp tại vùng biển Caribe, rồi quay trở về San Diego vào ngày 24 tháng 4. Sau khi được đại tu tại Bremerton, Washington, nó quay trở lại California để tiếp tục thực hành và huấn luyện. Lịch trình này có chút thay đổi vào năm 1925, khi cuộc tập trận hạm đội được tổ chức ngoài khơi Trân Châu Cảng và Lahaina Roads, Hawaii.
Henshaw được cho xuất biên chế tại San Diego vào ngày 11 tháng 3 năm 1930. Tên nó được cho rút khỏi danh sách Đăng bạ Hải quân vào ngày 22 tháng 7 năm 1930, và nó bị bán để tháo dỡ vào ngày 14 tháng 11 năm 1930.